# Katona (családnév)
A Katona régi magyar családnév. Eredetileg foglalkozásnév volt, jelentése: valamely vitéz fegyveres szolgája vagy nehéz fegyverzetű lovas. 2020-ban a 43. leggyakoribb családnév volt Magyarországon. 17 788 személy viselte ezt a vezetéknevet.

## Híres Katona nevű személyek
- Katona Attila (1981) labdarúgó
- Katona Béla (1944) politikus, országgyűlési képviselő
- Katona Clementina (1856–1932) író
- Katona Gyula (1941) matematikus
- Katona József (1791–1830) drámaíró
- Katona József (1926–2003) játékvezető
- Katona József (1941–2016) úszó, edző
- Katona Kálmán (1948–2017) mérnök, politikus
- Katona Klári (1953) énekesnő